# Avançon (Ardenne)
Avançon è un comune francese di 331 abitanti situato nel dipartimento delle Ardenne nella regione del Grand Est.

## Società

### Evoluzione demografica
Abitanti censiti